# Chartreuse de Štípa
 (avril 2020).
La chartreuse de Štípa est une ancienne chartreuse, qui était située dans le village de  Štípa (cs), près de Fryšták en République tchèque.

## Histoire
Cette première installation à Štípa, dans la partie sud-ouest des collines de Hostýn (de), à 7 km au nord-est de Zlín, précède celle de Valdice.
Lucrèce (Lucrecia Nekšová z Landek), dont la famille, Nekšové z Landeka (cs), possède le château de Lukov, épouse d'Albert de Wallenstein amasse secrètement une somme considérable pour faire une fondation religieuse; et fait connaître ce projet à son mari sur son lit de mort, en 1614. Après avoir pensé aux jésuites et aux franciscains, il finit par s'adresser aux chartreux et leur alloue d'abord un territoire situé près de Štípa, en Moravie, au diocèse d'Olomouc. La charte de fondation est datée du 1e mai 1617, et le cardinal de Dietrichstein, évêque d'Olomouc, approuve cet acte le 23 juin de l'année suivante. La communauté composée d'un recteur et 3 profès vient de la chartreuse d'Olomouc.
Le nouveau monastère ne tarde pas à être exposé à de grands dangers, à cause des troubles avec les protestants pendant la guerre de Trente Ans. Les moines retournent à Olomouc où 3 d'entre eux sont retenus prisonniers. Revenus ensuite dans leur maison de Štípa, les chartreux en sont chassés par les protestants, le 5 avril 1620 et se réfugient chez Ladislas Popelius, seigneur de Holešov. La chartreuse n'est donc pas achevée. Les moines qui avaient été envoyés à Štípa retournent à la chartreuse d'Olomouc.